# San Giovanni delle Contee
San Giovanni delle Contee is een plaats (frazione) in de Italiaanse gemeente Sorano.